# Szkoła Doktorska Politechniki Poznańskiej
Trwa dyskusja nad usunięciem tego artykułu, kliknij i weź w niej udział.
Szkoła Doktorska Politechniki Poznańskiej – jedyna jednostka Politechniki Poznańskiej uprawniona do kształcenia doktorantów. Została powołana dnia 28 maja 2019 r. Jej siedziba znajduje się przy ul. Piotrowo 3 w Poznaniu. Pierwsi doktoranci rozpoczęli kształcenie w Szkole Doktorskiej 1 października 2019 r.

## Kształcenie
Kształcenie w Szkole Doktorskiej Politechniki Poznańskiej prowadzone jest w 9 dyscyplinach:
- architektura i urbanistyka
- automatyka, elektronika, elektrotechnika i technologie kosmiczne
- informatyka techniczna i telekomunikacja
- inżynieria lądowa, geodezja i transport
- inżynieria materiałowa
- inżynieria mechaniczna
- inżynieria środowiska, górnictwo i energetyka
- nauki chemiczne
- nauki o zarządzaniu i jakości

## Dyrekcja i administracja

### Kadencja 2024-2028[2]
Dyrektor: prof. dr hab. Alina Dudkowiak

Zastępca dyrektora: dr hab inż. Łukasz Amanowicz, prof. PP

### Kadencja 2020-2024[3]
Dyrektor: prof. dr hab. Alina Dudkowiak

Zastępca dyrektora: prof. dr hab. inż. Krystyna Prochaska

### Administracja[2]
mgr inż. Agnieszka Sutherland

mgr inż. Hubert Garus

mgr Irmina Jaśkowiak

inż. Joanna Loręcka